# Andermyrtjärnen (Piteå socken, Norrbotten)
Andermyrtjärnen är en sjö i Piteå kommun i Norrbotten och ingår i Byskeälvens huvudavrinningsområde. Sjön har en area på 0,0659 kvadratkilometer och ligger 345,4 meter över havet.

## Delavrinningsområde
Andermyrtjärnen ingår i det delavrinningsområde (725916-170335) som SMHI kallar för Mynnar i Gäddträskån. Medelhöjden är 340 meter över havet och ytan är 22,06 kvadratkilometer. Det finns inga avrinningsområden uppströms utan avrinningsområdet är högsta punkten. Rengårdsbäcken som avvattnar avrinningsområdet har biflödesordning 4, vilket innebär att vattnet flödar genom totalt 4 vattendrag innan det når havet efter 92 kilometer. Avrinningsområdet består mestadels av skog (80 procent) och sankmarker (14 procent). Avrinningsområdet har 0,85 kvadratkilometer vattenytor vilket ger det en sjöprocent på 3,8 procent.